# Melkamu Frauendorf
Melkamu Benjamin Daniel Frauendorf (* 12. Januar 2004 in Kembata, Äthiopien) ist ein deutscher Fußballspieler äthiopischer Herkunft. Der Mittelfeldspieler steht bei den Stuttgarter Kickers unter Vertrag.

## Karriere
Melkamu Frauendorf wurde in Äthiopien geboren. Gemeinsam mit seinem Bruder Melesse, der ebenfalls Fußballspieler ist, kam er 2008 nach Schefflenz. Seine Adoptiveltern meldeten die beiden Brüder bereits sechs Wochen nach ihrer Ankunft beim örtlichen SV Schefflenz an. Die Brüder besuchten die Gemeinschaftsschule in Adelsheim. 2012 wechselte Melesse in die Jugend der TSG Hoffenheim. Zwei Jahre später folgte ihm sein Bruder. Melkamu durchlief sechs Jahre lang diverse Jugendmannschaften des Clubs, ehe er 2020 in die Jugend des FC Liverpool wechselte. Dort war Frauendorf für die U18 und später für die U23 aktiv. Außerdem kam er unter Jürgen Klopp zu einem Einsatz im FA Cup 2021/22 und gewann mit den Profis am Ende den Titel. 2024 kehrte Frauendorf zurück nach Deutschland und gab in der U23 von Hannover 96 sein Profidebüt, als er am 6. Oktober 2024 im 3. Liga-Spiel gegen Energie Cottbus in der Startelf stand. Insgesamt folgten 23 weitere Spiele für die Zweitvertretung der Hannoveraner. Am 17. Juli 2025 gaben die Stuttgarter Kickers die Verpflichtung des Mittelfeldspielers bekannt.